# Stipa argillosa
Stipa argillosa  (лат.) — вид однодольных растений рода Ковыль (Stipa) семейства Злаки (Poaceae). Впервые описан казахстанским ботаником Юрием Андреевичем Котуховым в 1998 году.
Вероятно, растение гибридного происхождения, среди предков которого виды Stipa sczerbakovii и Stipa lessingiana.

## Распространение
Эндемик хребта Азатау (Южный Алтай) в Казахстане.

## Ботаническое описание
Гемикриптофит.
Многолетнее растение 30—40 см высотой.
Листья плоские или сложенные, с шероховатой или почти гладкой поверхностью.
Соцветие — сжатая узкая метёлка.